# Sphagoeme aurivillii
Sphagoeme aurivillii là một loài bọ cánh cứng trong họ Cerambycidae.